# Тріфенешть (Флорештський район)
Тріфенешть (рум. Trifănești) — село у Флорештському районі Молдови. Адміністративний центр однойменної комуни, до складу якої також входить село Александровка.

## Населення
За даними перепису населення 2004 року у селі проживали 988 осіб.
Національний склад населення села:
| Національність   | Кількість осіб | Відсоток   |
| ---------------- | -------------- | ---------- |
| молдавани румуни | 969 1          | 98,1% 0,1% |
| українці         | 9              | 0,9%       |
| росіяни          | 4              | 0,4%       |
| цигани           | 4              | 0,4%       |
| болгари          | 1              | 0,1%       |
| Всього           | 988            | 100%       |

## Цікаві факти
В селі народився колишній президент Молдови Мірча Снєгур.